# 15e régiment d'artillerie (France)
Le 15e régiment d'artillerie est une unité militaire de l'Armée de terre française issu des bataillons de Pontonniers du 1er Empire, le 15e régiment d'artillerie  naît à Strasbourg en 1841, tantôt à cheval, tantôt à pied ou divisionnaire, le 15e régiment d'artillerie était pendant la guerre froide l'un des cinq régiments d'artillerie français équipés de missiles nucléaires pré-stratégiques Pluton, alors qu'il était stationné à Suippes depuis 1974. Il est le seul à avoir reçu (brièvement) le missile Hadès avant sa dissolution à la suite de l'annulation du programme. Il est dissout en 1997.

## Création et différentes dénominations
- 19 novembre 1840 : création du 15e régiment d'artillerie pontonniers[1].
- 1854 : création du 15e régiment d'artillerie à cheval
- 1860 : création 15e régiment d'artillerie monté
- 1872 : dénommé 15e régiment d'artillerie
- juin 1940 : disparait à Dunkerque
- novembre 1940 : recréé à Montpellier
- 27 novembre 1942 : dissous
- 1946 : reformé sous le nom de 15e régiment d'artillerie
- 1958 : dissous.
- 1962 : recréé sous le nom de 15e régiment d'artillerie
- Hiver 1967-1968 devient 15e régiment d'artillerie divisionnaire (15e RAD).
- 1974 : régiment Pluton.
- 1992 : régiment Hadès.
- 1997 : dissous.

## Chefs de corps

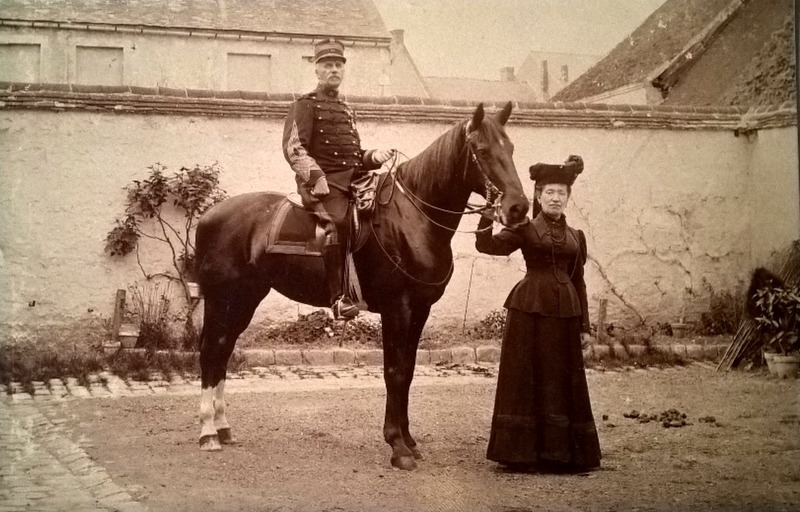
Le colonel Pol Voisin, commandant le, et sa femme, vers 1907-1908.

- 1854 : Charles Joseph Henri Courtois-Roussel d'Hurbal[note 1],[2].
- 1857 : Jacques Louis Albert Vollant[note 2],[3].
- 24 mars 1860 : Marie Jean-Baptiste Marcelin Valette des Hermaux[note 3]
- 13 février 1864 : Charles Gustave Beaudoin
- 2 mai 1871 : Stéphen Moulin
- 1907 - 1908 : colonel Pol Voisin
- 23 janvier 1912 : Frédéric Désiré Auguste Joseph Laboria
- 13 octobre 1914 : lieutenant-colonel Boulangé
- 18 avril 1915 : lieutenant-colonel Jacquemin
- janvier 1917 : lieutenant-colonel Bourrette
- janvier 1917 : lieutenant-colonel Bladier
- 8 novembre 1918 - : lieutenant-colonel Rayne
- (1939 - 1940) : Pierre Dudoignon-Valade
- (1940- ?) : lieutenant-colonel Marcel Ardouin-Dumazet

Recréation à Suippes (51) et appellations successives : 15e RAD, RALD, RA
- 1962 : Colonel Demeulenaere ;
- 1964 : Colonel Buffenoir ;
- 1966 : Colonel Lehning ;
- 1968 : Lieutenant-colonel Pinardel ;
- 1970 : Lieutenant-colonel Jean-Marie Dunaud ;
- 1972 : Paul Chuzeville.

Passage en régiment d'artillerie nucléaire équipé du missile Pluton :
- 1974 : Georges Canac ;
- 1976 : Michel Timores;
- 1978 : Jacques Petit ;
- 1980 : Michel Guérin ;
- 1982 : Michel Liesenfelt ;
- 1984 : Guy Millot ;
- 1986 : Alain Venayre ;
- 1989 : Jacques Grenier ;

En 1990, passage au missile nucléaire Hadès ;
- 1991 : Bernard Potel ;
- 1993 : André Fleisch ;
- 1995 : Antoine Bouchet.

## Historique des combats et bataille du15erégimentd'artillerie

### De 1840 à 1854
Lorsque le corps des pontonniers a été organisé en régiment par suite de l'ordonnance du 19 novembre 1840, il a pris le rang avec le no 15 après les 14 régiment d'artillerie existant alors et devient le 15e régiment d'artillerie pontonniers.
En 1849, les pontonniers de la 7e compagnie font partie du corps expéditionnaire de la Méditerranée envoyé combattre la République romaine et participent au siège de Rome.
En 1854, le régiment de pontonniers, classé à la suite des cinq régiments d'artillerie à pied, prend le no 6 et laisse vacant le no 15, qui est donné à l'ancien 2e régiment d'artillerie, qui, transformé en régiment à cheval, devint le 15e régiment d'artillerie à cheval.
En 1854-1855, le 15e régiment d'artillerie à cheval est envoyé en Crimée et il participe, au siège de Sébastopol et aux batailles de la Tchernaïa et de Kanghil.

### Second Empire
En 1859, dans le cadre de la campagne d'Italie il se trouve aux batailles de Magenta, de Melegnano et de Solférino. La rapidité de la mise en batterie contre les Autrichiens vaut la 1re citation au régiment.
Le nouveau 15e régiment d'artillerie, est l'un des trois nouveaux régiments montés, créé après la guerre d'Italie par décret impérial du 20 février 1860.
En 1860, le nombre des régiments d'artillerie est porté à 20. Le 15e régiment d'artillerie à cheval recule et prend le no 19.
 C'est un régiment monté de nouvelle formation qui est créé à Auxonne le 20 février 1860, sous le nom de 15e régiment d'artillerie. Ce nouveau régiment est formé avec 5 batteries du 12e régiment d'artillerie et 5 batteries du 13e régiment d'artillerie.
Il se rend à Strasbourg en 1865 puis à Douai à partir de 1869. 
Le régiment est stationné à Rennes au début de la guerre franco-prussienne de 1870 et se bat contre les Prussiens à Gravelotte, Spicheren et Sedan le 2 septembre 1870. Toutefois, le 23 juillet 1870, la 2e batterie à pied qui est en stationnement à Douai est dédoublée. Le 8 août 1870, la 2e batterie bis, avec 2 officiers et 78 hommes, part  pour Valenciennes et y tient garnison jusqu'au 19 décembre 1870, tandis que la 2e batterie principale est envoyée à Lille. Le 10 octobre 1870, la 1re section de la 2e batterie principale est envoyée de Lille à Amiens et participe les 27 et 28 octobre 1870,, au combat de Formerie. Une batterie du 15e RA participe à la bataille de Pont-Noyelles les 23 et 24 décembre 1870.
Engagé dans la Guerre franco-allemande de 1870 une partie des batteries rejoignent l'armée du Rhin et se trouvent engagées dans les batailles de Sarrebruck, et de Spicheren, puis durant le siège de Metz à celles de Borny, de Rezonville, de Saint-Privat et de Noisseville.

Une autre partie, affectée à l'armée de Châlons participent aux batailles de Beaumont et de Sedan.
Après la capture des batteries faisant partie des armées du Rhin et de Châlons les autres batteries se trouvent :
- à la défense de Paris et participent aux batailles de Châtillon, de Champigny et du Bourget en 1870 et à celle de Buzenval en 1871.
- à l'armée de la Loire avec laquelle elles se trouvent aux batailles et combats des Ormes, de Coulmiers, d'Orléans, de Villepion (en), de Beaugency, de Villorceau et de Tavers en 1870, et de Parigné-l'Évêque et de Saint-Jean-sur-Erve en 1871.
- à l'armée de l'Est, aux batailles et combats de Montbéliard et de Chagey en 1871
- à l'armée du Nord, aux batailles de Villers-Bretonneux, de Pont-Noyelles, de Bapaume, et de Saint-Quentin.

### 1871 à 1914

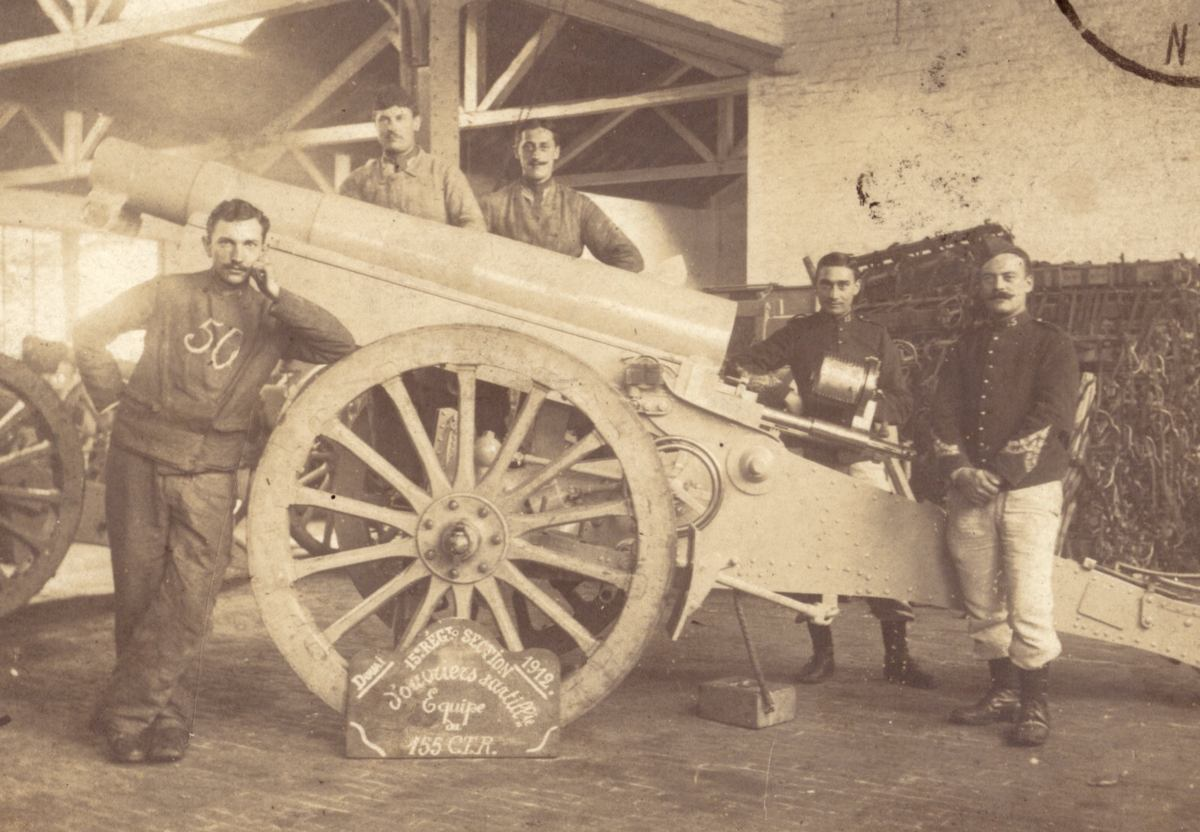
Artilleurs du d'artillerie en 1912 (canon de 155 mm CTR).

Après le traité préliminaire de paix du 26 février 1871, qui met fin à la guerre franco-allemande de 1870, le 15e régiment d'artillerie intervient contre la Commune de Paris.
Lors de la réorganisation du 20 avril 1872, le 15e régiment d'artillerie garde 10 de ses batteries, et reçoit 1 batterie à cheval du 17e régiment d'artillerie et cède 1 batterie montée au 17e régiment d'artillerie et 8 batteries au 27e régiment d'artillerie.
Le remaniement du 28 septembre 1873 le place dans la 1re brigade, lui laisse dix de ses batteries, y ajoute une batterie du 17e régiment d'artillerie et lui enlève ses deux batteries à cheval qui passent, l'une au 27e régiment d'artillerie et l'autre au 33e régiment d'artillerie et une batterie montée qui concourt, elle aussi à la formation du 33e régiment d'artillerie.

### Première Guerre mondiale

#### Affectations
En casernement à Douai, le régiment est équipé de 3 groupes de 9 batteries de canons de 75 mm M1897 (36 canons), le 15e RA, affecté à la 1re brigade d'artillerie, artillerie de la 1re division d'infanterie, tire ses premiers obus de la guerre à Dinant en Belgique et s'illustre le 30 août 1914 à Guise contre la garde prussienne.

#### 1915
En 1915, c'est la bataille de Champagne. Les deux armées s'enterrent.
En avril, une batterie de 75mm participe à la bataille du Reichsackerkopf.

#### 1916
Le 21 février 1916, la bataille de Verdun commence. Le 15e RA obtiendra cette année-là, deux citations à l'ordre de l'armée pour son courage, ses capacités au tir et son endurance, ainsi que la fourragère aux couleurs du ruban de la Croix de Guerre.

#### 1917
En 1917, les combats se poursuivent dans l'Aisne (chemin des Dames) et les Flandres.

#### 1918

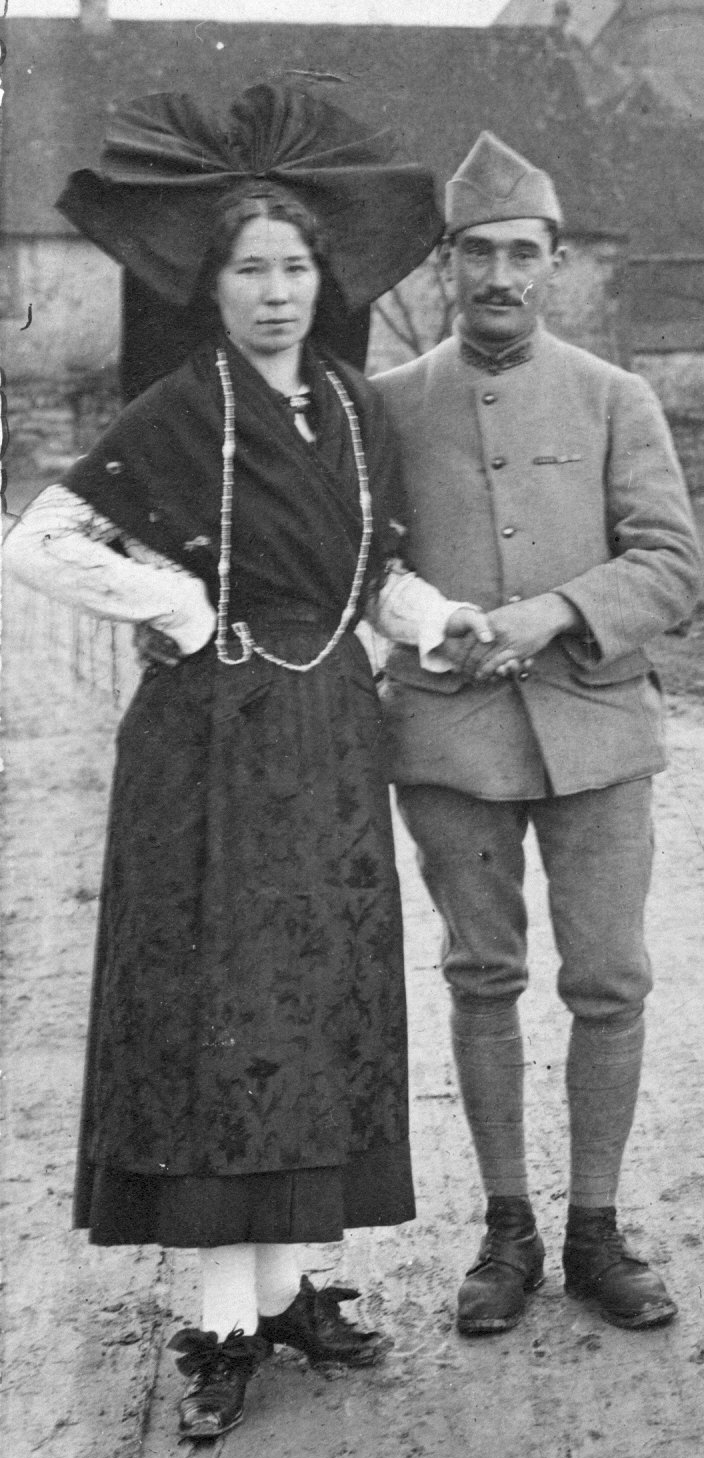
Un artilleur du d'artillerie en 1919 avec une Alsacienne.

En 1918 l'Oise, dans le Soissonnais (c'est la 5e citation du régiment) et l'Alsace jusqu'à l'Armistice. Puis le régiment rentre à Douai.

#### Pertes
Au cours de la Première Guerre mondiale, le régiment déplore la perte de 240 hommes tués.

### Entre-deux-guerres
Constitué durant l'entre-deux-guerres de soldats des Flandres, de Picardie, de Normandie et de Lorraine, le régiment subit en 1934 une profonde réorganisation car il est motorisé et devient le 15e RAD, destiné à être dédoublé en 215e RALD en cas de mobilisation.

### Seconde Guerre mondiale

#### Composition
Après la mobilisation, le 15e régiment d'artillerie dvisionnaire (RAD) est constitué d'un état-major, d'une batterie-hors rang (BHR) comprenant les services régimentaires, de 3 groupes de canons de 75 mm (un groupe = 3 batteries de 4 canons) et de 4 sections de 4 canons antichar de 47 mm (la batterie divisionnaire antichar (BDAC) no 10) soit 36 canons de 75 mm plus les 16 antichars. Les batteries de 75 mm sont numérotées de 1 à 9. Le régiment compte aussi les batteries 51 et 52, qui sont détachées à l'organe de défense côtière A puis rejoignent le 289e RALD, et la 111e batterie d'instruction.

#### Rattachement
Le 15e RAD est alors commandé par le lieutenant-colonel Marcel Ardouin Dumazet, et constitue, avec le 215e (son régiment de réservistes équipé de canons courts de 105 et de 155 mm), l'artillerie organique de la 1re division d'infanterie motorisée (DIM) du général de Camas (sl). La 1re DIM est alors considérée comme une unité d'élite et fait partie du 3e corps (général de la Laurencie) de la 1re armée du général Blanchard, armée presque entièrement motorisée.
L'infanterie de la division est constituée par le 1er RI de Cambrai, le 43e RI de Lille et le 110e de Dunkerque. Pour la reconnaissance, la division dispose du 7e groupe de reconnaissance divisionnaire (GRDI) basé à St Omer, plus du génie, du transport, etc.
Depuis 1919, le 15e RAD est toujours caserné à Douai jusqu'à la déclaration de la guerre en septembre 39. Avec sa division, il pérégrine jusqu'au 10 mai 40 en Champagne et dans le Nord, pour finir après plusieurs fausses alertes dans l'Oise du côté de Roye, Noyon et Ressons sur Matz.

#### Opérations pendant la bataille de France
- Elle ne cite pas suffisamment ses sources. Vous pouvez indiquer les passages à sourcer avec {{référence nécessaire}} ou {{Référence souhaitée}}, et inclure les références utiles en les liant aux notes de bas de page. (Marqué depuis avril 2021)
- Elle contient une ou plusieurs listes. Le texte gagnerait à être rédigé sous la forme d’un ou plusieurs paragraphes synthétiques, afin d’être plus agréable à lire. (Marqué depuis avril 2021)

- 10 - 11 mai : Le 15e régiment d'artillerie est déplacé en Belgique selon les plans de la « manœuvre Dyle » vers Nivelles et la ligne Gembloux - Wavre.
- 13 mai : occupation et fortification de positions à l'est de la voie ferrée Bruxelles- Namur, Le PC est à Sars Messire Guillaume. Les avant postes à l'ouest de la route Bruxelles-Namur.
- 14 - 15 mai : après les premières escarmouches du 14, violents accrochages, attaques et contre attaques et bombardement par avions en piqué. Sérieux appui du 15e pour maintenir l'infanterie qui résiste.
- 16 mai : repli sur la frontière française vers Valenciennes. L'ennemi a percé plus au sud vers les Ardennes.
- 18 - 19 mai : combats sur la Sambre et Maubeuge en appui d'éléments d'infanterie de la 4e DI. Repli difficile dans les flots de réfugiés et sous les bombardements vers Valenciennes et l'Escaut via la forêt de Mormal et Bavay.
- 20 - 26 mai : combats sur l'Escaut vers Vieux-Condé et la forêt de Raismes aux abords de la ligne Maginot inachevée dans ce secteur. Là, l'Escaut n'est pas franchi par les Allemands. L'appui de l'artillerie du 15e soutient les restes des 43e et 110e RI qui résistent.
- 27 mai : ordre de repli sur Fretin, Templeuve-en-Pévèle vers Lille. Manœuvre lente et difficile compte tenu des destructions et de la fatigue générale. Au soir, ordre de se diriger vers Watou via Bailleul. Armentières brûle. Bailleul, sous les bombardements et reste inaccessible, mais Watou est quand même atteint dans la nuit. On croise beaucoup de troupes britanniques qui refluent vers Dunkerque. Dans la nuit, retour à l'Abeele en appui du secteur du Mont des Cats et du Mont Noir.
- 28 mai : ordre de rejoindre Hondschoote via Poperinghe vers Dunkerque malgré les bombardements incessants. Abandonnée à sa gauche par les Anglais, l'armée belge de Léopold III, à bout de souffle capitule en rase campagne après 18 jours de combats.
- 29 mai : le 15e atteint atteint La Panne et Bray Dunes, après franchissement des barrages britanniques. Le régiment est mis à la disposition du Général Fagalde commandant le camp retranché de Dunkerque. Il s'installe et dispose ses groupes en arc de cercle face au sud et à l'est: de Leffrinckoucke, Uxem et Bray Dunes. PC près de la ferme Adam à côté du sanatorium de Zuytcoote. Des corvées de récupération de munitions abandonnées dans les convois assureront l'approvisionnement qui ne manquera jamais, les téléphonistes s'ingénient à réparer les lignes constamment coupées. La TSF fonctionne mal dans les dunes. Après un long et éprouvant périple via Arras, les restes du 7e GRDI rejoignent la division.
- 30 - 31 mai : le 15e et le 5e groupe du 215e sont mis aux ordres de la 12e DI du Général Janssen dont le 8e zouaves tient la lisière est vers la Belgique et le 150e RI le secteur sud du secteur vers Les Moëres inondées. La pression allemande est déjà forte et s'accentue après l'arrêt providentiel des troupes de Guderian sur l'Aa du 24 au matin du 27 mai sur ordre de Von Runstedt et de Hitler. La poche de Dunkerque va se rétrécir de jour en jour au gré des attaques et contre attaques. Les Anglais embarquent à tour de bras, pas encore le 15e qui doit combattre jusqu'au bout pour protéger leur retraite....
- 1er - 3 juin : le 1er, les troupes allemandes sont au contact de la 12e DI. Les tirs continuent en appui sous les bombardements incessants car il n'y a plus de DCA. Tirs de harcèlement et tirs d'arrêt ne cesseront pas jusque dans la nuit du 3 juin.
- nuit du 3 juin : décrochage vers Malo les Bains après sabotage de tout le matériel. Une « croûte » sacrifiée protège le départ jusqu'à minuit. L'embarquement tant espéré après de si longs efforts est proche.

Arrivé au môle dans l'obscurité, il ne reste que des carcasses et des épaves échouées. Le drapeau blanc et les croix gammées flottent sur les édifices et le port. Le 15e régiment d'artillerie divisionnaire a cessé d'exister.

#### Sous Vichy
Le 2e régiment d'artillerie de montagne continue d'exister dans l'Armée de Vichy, comme régiment d'artillerie de la 16e division militaire (Montpellier), jusqu'à sa dissolution après l'invasion de la zone libre en novembre 1942.

### De 1945 à 1997
En 1946, il est reformé à La Fère sous le nom de 15e régiment d'artillerie et il forme deux batteries d'instruction.
Le régiment est dissous en 1958.
À Suippes, en 1962, est recréé le 15e régiment d'artillerie lourde divisionnaire, équipée de 155 M40 GMC sur châssis super Sherman. 
Au cours de l'hiver 1967-1968, le 15e régiment d'artillerie change de structure et devient RAD (artillerie lourde divisionnaire). Il appartient à la 4e division. Deux canons de 155 mm Long Tom placés derrière la 11e batterie servent à l'instruction des recrues. En juillet 1969, le régiment est équipé avec des obusiers 105AU50 sur châssis AMX-13. Il reste sur le parc quelques 155 qui sont emportés ce mois. Deux 155 tractés, situés derrière la 11e batterie servent à l'instruction initiale. L'année 1974 voit l'ère du nucléaire tactique avec le Pluton monté sur un châssis chenillé AMX-30 qui révolutionne le régiment. En 1992, le régiment reçoit un nouveau système d'armes, le missile Hadès. Le régiment est dissous en 1997.

## L'étendard du15eRA
- Certaines informations devraient être mieux reliées aux sources mentionnées dans la bibliographie ou les liens externes. Améliorez sa vérifiabilité en les associant par des références. (Marqué depuis septembre 2021)
- Son texte doit être wikifié : il ne correspond pas à la mise en forme Wikipédia (style, typographie, liens internes, liens entre les wikis, etc.). (Marqué depuis septembre 2021)

Dessin de l'étendard du 15e régiment d'artillerie (revers).

L'étendard du 15e régiment d'artillerie a une histoire très particulière qui est relatée dans l'historique du capitaine Pascal Revers. « S'il fut, semble-t-il, l'un des premiers régiments à arborer la croix de guerre 14-18 ». C'est en 1940 qu'il convient de noter l'attachement des militaires à leur étendard, leur dévouement pour en préserver l'intégrité et finalement ce qui constituera la belle histoire de cet étendard... En juin 1940, lors de la Bataille de France, l'étendard sera, grâce à sa garde, extrait de la zone des combats (secteur de Zuydcoote). Pour échapper aux Allemands qui interceptent le train en fuite, sa garde va l'enterrer dans un jardin (de ?, voir l'historique). Ce régiment valeureux sera dissous après l'armistice. Mais en reconnaissance de sa valeur, un nouveau 15e RA sera recréé dans le sud de la France et doté d'un nouvel étendard. Mais celui-ci sera de nouveau dissous lors de l'occupation de la zone libre. Et son jeune étendard sera de nouveau extrait de la zone des combats. Il sera emmené, caché dans la petite valise et protégé par la femme du chef de Corps, madame Clarke de Dromentin. Cet étendard finira la guerre dans la cave familiale à Poitiers et il sera restitué après la libération à l'État français. Quelque temps plus tard, certainement au retour des déportés du 15e de Douai, le premier étendard (celui qui fut enterré) sera recherché, heureusement retrouvé et restitué au ministère de la guerre. Mais trop abimé, il sera gardé et remplacé.
Il y eut durant cette Seconde Guerre mondiale deux 15e RA qui se sont succédé dans un temps très court. Ils n'eurent rien en commun sinon le poids de l'oppression, le goût de la défaite et la tristesse de la dissolution. Le régiment historique était du Nord, de Douai, armé principalement par des habitants de la région ou des boyaux rouges. Il disparaîtra totalement en juin 1940. Son successeur sera un régiment du sud, ses batteries positionnées à Castres, Montpellier, Carcassonne. Les militaires de ces deux régiments ont aimé et honoré leur étendard au point de les soustraire à l'ennemi par la ruse et le courage. Cette histoire d'étendards peut sembler illusoire chez certains lecteurs, mais en 1986, il y avait toujours au sein de la puissante amicale des anciens du 15e RA deux groupes bien distincts, les combattants de Zuydcoote et ceux du sud... chaque groupe prétextant avoir sauvé l'étendard sans écouter l'autre groupe. Et c'est un travail de recherche historique qui permit de situer chacune des actions dans le temps et de dire que les uns et les autres avaient en deux périodes distinctes reproduit les mêmes actes de bravoure et préservé l'intégrité de LEUR étendard. Belle fin d'histoire alors pour ces combattants qui pouvaient enfin commémorer ensemble et d'une même voix le courage et le souvenir de leurs défunts camarades.
L'étendard du 15e RA fut une dernière fois restauré en 1989 ou 1990. Il ne garda de son passé que sa cravate brodée.
Il porte, cousues en lettres d'or dans ses plis, les inscriptions suivantes :
- Solférino 1859 ;
- Guise 1914 ;
- Verdun 1916 ;
- La Somme 1916 ;
- Soissonnais 1918.

## Décorations
Sa cravate est décorée :
- de la Croix de Guerre 1914-1918 avec palmes ;
- puis de la Fourragère aux couleurs du ruban de la Croix de guerre 1914-1918.

Les connaisseurs noteront le fait que les photos anciennes datant d'avant 1939 montrent nettement sur l'étendard la présence d'une grosse médaille ronde, certainement méritée lors d'une campagne italienne. Une étude reste à mener pour l'identifier[réf. nécessaire].

## Devise
Crains Dieu et mes foudres

## Insignes
Le régiment a possédé d'autres insignes :
Homologations : (G 1879 - G 1879 - G 2329 - G 2546 - G 3766)

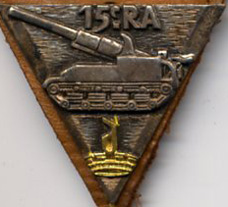
insigne du 15e RA (2e modèle)
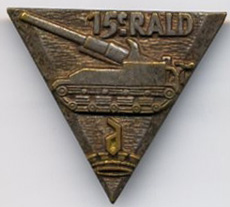
Insigne du 15e RALD (2e modèle)
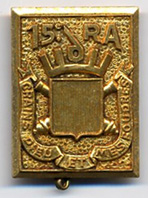
Insigne du 15e RA (3e modèle)
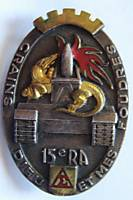
Insigne 15e RA vers 1975
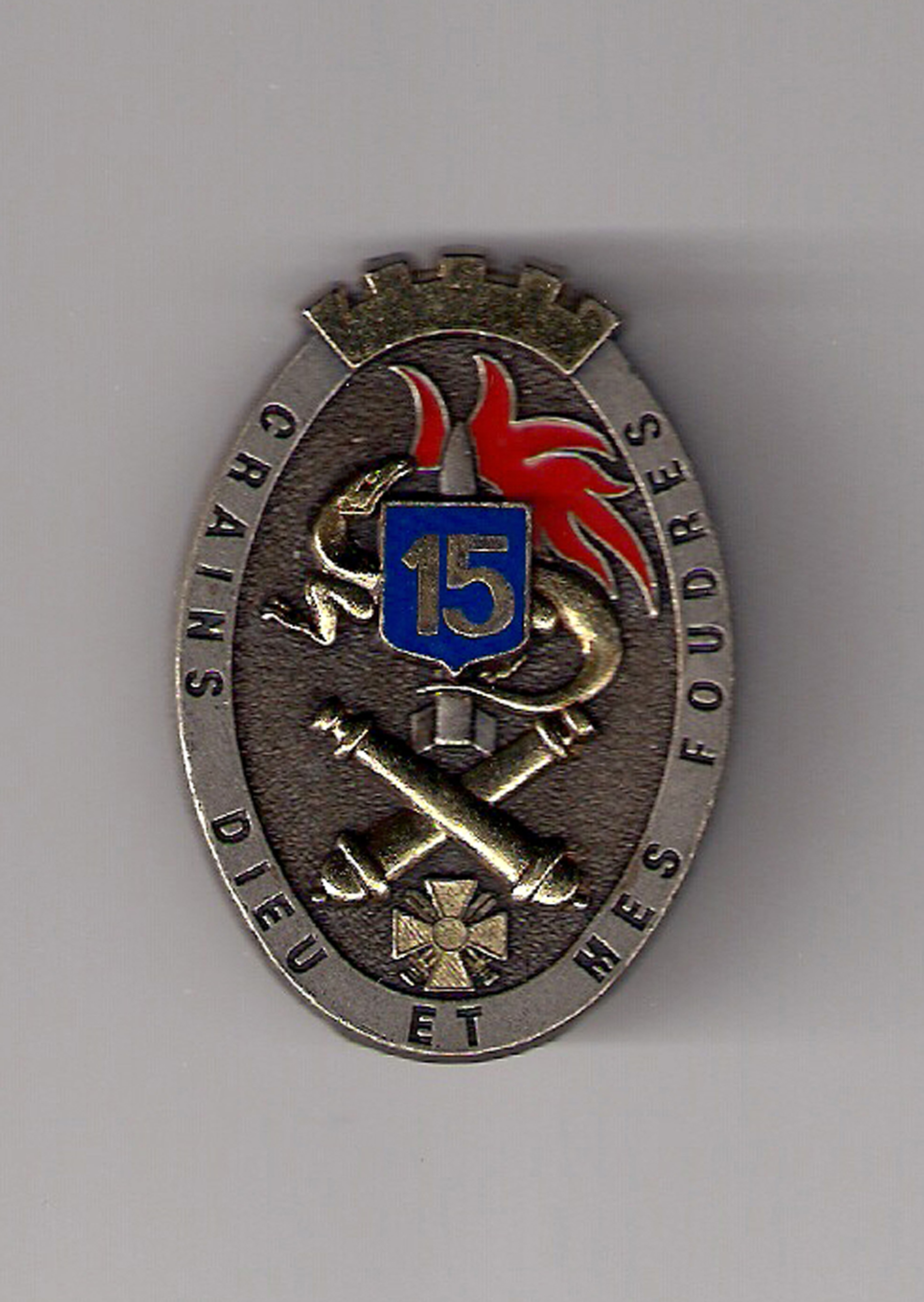
Insigne 15e RA en 1991 jusqu'à sa dissolution

## Personnages célèbres ayant servi au15ed'artillerie
- Joseph Brugère alors capitaine
- Simon Lucien Trône (1836-1911) alors lieutenant-colonel

## Sources et bibliographie
- Pierre Montagnon : Histoire de l'armée française.
- Archives du 15e RA[réf. non conforme].
- Ltn Bertrand Pâris : Histoire du 15e RA[réf. non conforme].
- Cne Pascal Revers : Histoire du 15e RA[réf. non conforme].
- Henri Kauffert : Historique de l'Artillerie française.
- Plaquette de l'ADC MAISONNAVE Bureau Traditions du 15 RA[réf. non conforme].
- Historique du 15e régiment d'artillerie de campagne pendant la guerre 1914-1919, Paris, Berger-Levrault, 1919, 26 p., lire en ligne sur Gallica.
- Historique du 15e régiment d'artillerie, Paris, C. Tanera, 1875, 231 p. (BNF 33421158, lire en ligne).
- Louis Susane : Histoire de l'artillerie Française
- Historiques des corps de troupe de l'armée française (1569-1900)